# Friedrich Willy Hinrichsen
Friedrich Wilhelm „Willy“ Hinrichsen (* 3. März 1877 in Berlin; † 2. Dezember 1914 vor Lodz (gefallen)) war ein deutscher Chemiker.
Hinrichsen studierte in Berlin. 1904 bis 1905 war er an der TH Aachen Privatdozent für Allgemeine und Physikalische Chemie. Danach war er Professor an der Universität Berlin. Er beschäftigte sich mit analytischer Chemie und vertrat die Atomlehre in mehreren Veröffentlichungen, zum Beispiel in der Enzyklopädie der mathematischen Wissenschaften 1905.
Er war in Berlin auch ständiger Mitarbeiter am Königlichen Materialprüfungsamt in Lichterfelde.

## Schriften
- Über den gegenwärtigen Stand der Valenzlehre, Stuttgart 1902
- Vorlesungen über chemische Atomistik, Leipzig, Teubner 1908
- Die Untersuchung von Eisengallustinten, Stuttgart, Enke 1909
- Der Kautschuk und seine Prüfung, Hirzel 1910
- mit S. Taczak Die Chemie der Kohle, Leipzig, W. Engelmann 1916
- Das Materialprüfungswesen unter besonderer Berücksichtigung der am Königl. Materialprüfungsamte zu Berlin-Lichterfelde üblichen Verfahren im Grundriß dargestellt, Stuttgart 1912

| Personendaten    | Personendaten                                   |
| ---------------- | ----------------------------------------------- |
| NAME             | Hinrichsen, Friedrich Willy                     |
| ALTERNATIVNAMEN  | Hinrichsen, Friedrich Wilhelm (wirklicher Name) |
| KURZBESCHREIBUNG | deutscher Chemiker                              |
| GEBURTSDATUM     | 3. März 1877                                    |
| GEBURTSORT       | Berlin                                          |
| STERBEDATUM      | 2. Dezember 1914                                |
| STERBEORT        | Lodz                                            |